# Giulio Sirenio

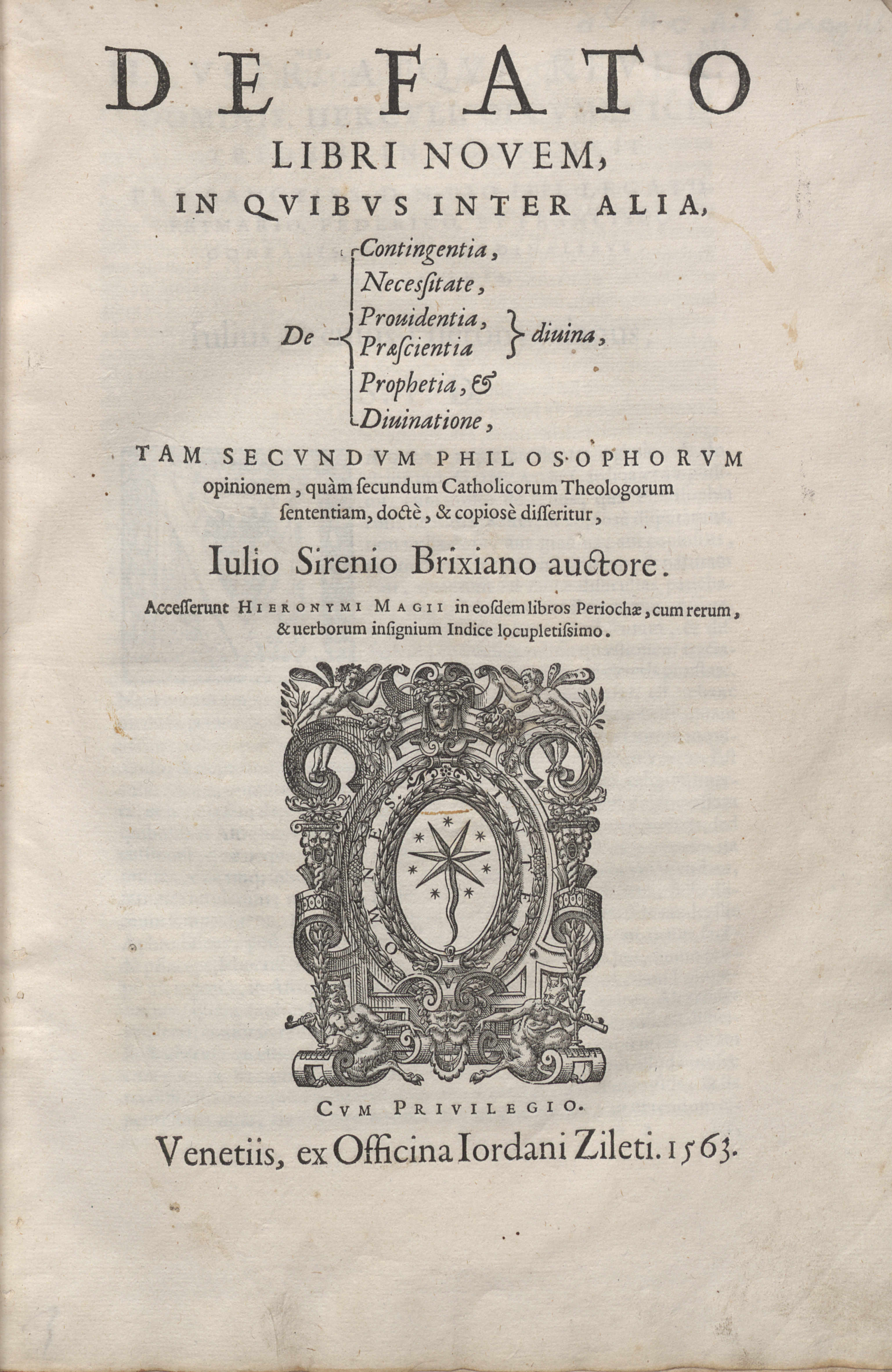
De fato, 1563

Giulio Sirenio (in latino Julius Carrarius Syrenius; Brescia, 1553 – Bologna, 1593) è stato un filosofo, teologo e religioso italiano della Congregazione di San Girolamo di Fiesole.

## Biografia
Era di famiglia nobile e fu generale della sua Congregazione.
Professore di teologia e metafisica presso l'Università di Bologna, pubblicò nel 1563 il lungo trattato De fato, dove si soffermò ad analizzare la natura degli oracoli seguendo la filosofia di Aristotele con l'apporto della dottrina cristiana, come già fatto da Antonio Bernardi, aggiungendo alle conclusioni di Bernardi spunti originali come la considerazione degli oracoli pagani – specie Trofonio e l'Oracolo di Delfi – quali un fenomeno di interesse storico.

## Opere
- (LA) De fato, Venezia, Iordani Zileti, 1563.
- (LA) De unitate naturae angelicae, Bologna, Societatem Typographiae Bonon., 1578.
- (LA) De praedestinatione compendium, Venezia, Dominici Guerraei, 1580.
- (LA) Promptuarium theologicum, Bologna, Faustum Bonardum, 1580.